# Amfora

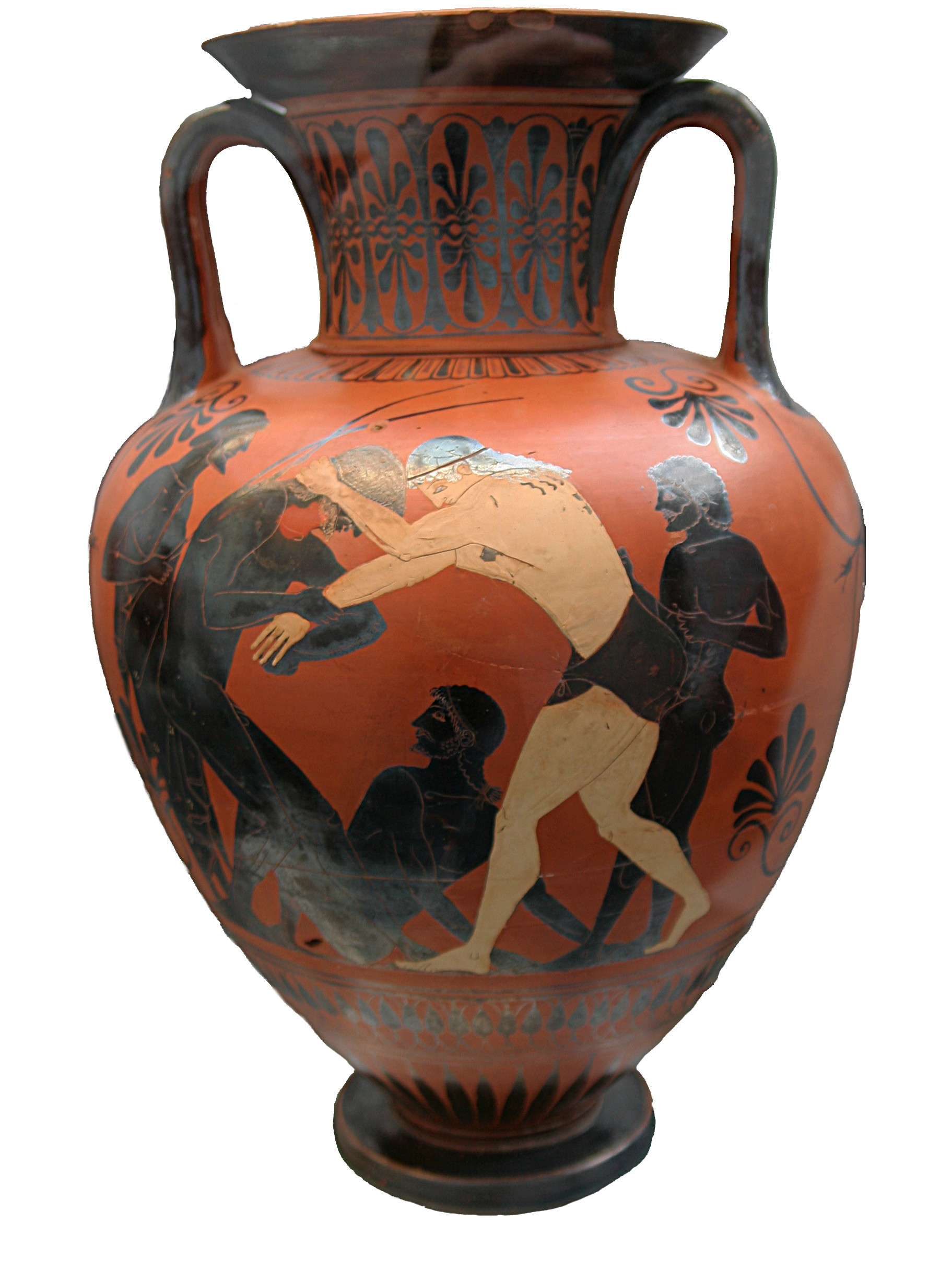
Dekoracyjna amfora szyjowa z początku V wieku p.n.e.

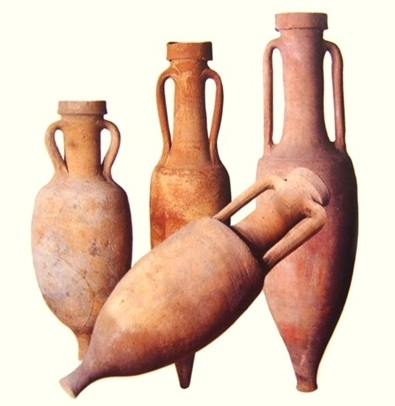
Typowe amfory handlowe do transportu płynów (II w. p.n.e.)

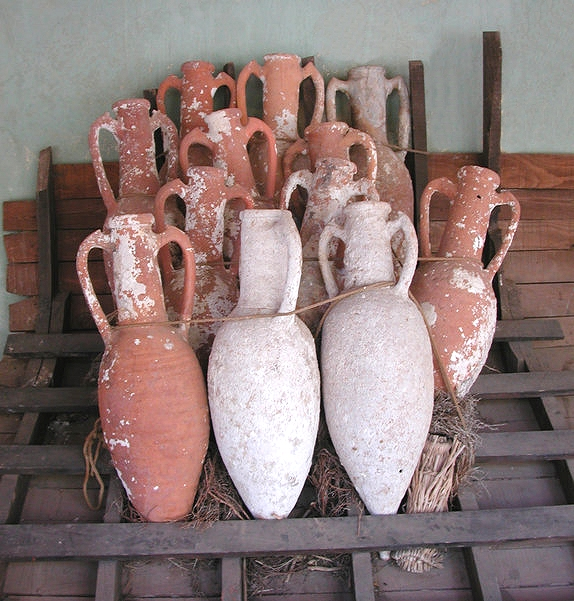
Sposób transportowania amfor w okrętowej kratownicy (muzeum w Bodrum)

Amfora (łac. amphǒră, gr. ἀμφορεύς amphoreús) – naczynie z wypalanej gliny o wydłużonym jajowatym brzuścu na niskiej podstawie (stopce), przewężonej szyi z rozchylonym brzegiem (wylewem) i z dwoma bocznymi, umieszczonymi symetrycznie, pionowymi uchwytami (imadłami). Różnej wielkości, często dekorowane, jedno z naczyń najbardziej charakterystycznych dla starożytności.
Amfory bardzo popularne w czasach antycznych, w Grecji i kulturze rzymskiej, miały wielostronne zastosowanie, służąc do przechowywania, podawania oraz przenoszenia (transportu) płynów (głównie wina i oliwy, także miodu). Ta forma naczynia, stosowana również w ceramice chińskiej i w hiszpańsko-mauretańskich fajansach, ponowną popularność zyskała w okresie europejskiego klasycyzmu.
W rozwoju ceramiki greckiej amfora występuje od X w. p.n.e. do końca IV wieku p.n.e., będąc też popularna w ceramice południowoitalskiej. W malarstwie wazowym wyróżnia się dwie podstawowe odmiany tych naczyń:
- amfory szyjowe – z szyją wyraźnie odcinającą się od brzuśca;
- amfory brzuchate (wybrzuszone) – z szyją łagodnie połączoną z brzuścem[1].

Oprócz nich, w zależności od zmian kształtu i wzajemnych proporcji, wyodrębniono szczególne formy pochodne (amfora nolańska, tyrreńska, nikostenejska, południowoitalska itp.).
Specjalną odmianą dużych wybrzuszonych amfor, napełnianych oliwą pochodzącą z oliwek ze świętego gaju Ateny, były amfory panatenajskie. Zdobione tradycyjnymi okolicznościowymi malowidłami, stanowiły nagrodę dla zwycięzców w sportowych igrzyskach ku czci bogini, urządzanych w Atenach od 566 roku p.n.e.
Dekoracyjne amfory do użytku domowego zakończone były krągłą podstawą i zdobione malowidłami z wykorzystaniem motywów geometrycznych i figuralnych. Wykonywanych masowo naczyń do użytku gospodarczego nie zdobiono, dolnym spiczastym końcem często osadzano je w ziemi bądź w drewnianych kratowych uchwytach. Służyły one do transportu (przeważnie morskiego) wina, oliwy i ziarna zbożowego, i wytwarzano je od IV w. p.n.e. do II w. n.e. Znakowane były stemplami umieszczanymi na imadle lub na szyi, które obok charakterystycznego kształtu oraz surowca (rodzaju gliny) pozwalają na ustalenie miejsca pochodzenia (ośrodków produkcyjnych) tych amfor.  Na rzymskich amforach do przechowywania wina nierzadkie są inskrypcje z podaniem ich zawartości, jak np. na odnalezionych w Pompejach. Do znakowania jakościowych win gatunkowych służyła specjalna etykieta (pittacium) z podanym pochodzeniem, rocznikiem produkcji i nazwiskiem właściciela.

## Amfory w handlu
Amfora, czyli quadrantal, to także używana w starożytności standardowa jednostka pojemności, równa 1 stopie sześciennej i licząca 26,20 litra, która zawierała 8 congiusów i 48 sekstariów. Wymierna w amforach była również inna rzymska miara – zawierający ich 20 culeus o pojemności 525,27 litra.
Ładunki amfor przewożonych na ówczesnych statkach handlowych były ilościowo znaczne, a w zakresie danych archeologicznych ujawnia to ocalały fracht znanych wraków odkrytych w basenie śródziemnomorskim, np. spod Mahdii, koło wysepki Grand-Congloué czy koło Cala Minnola. Wrak spod włoskiej Albengi zawierał ponad 1000 zachowanych amfor, wrak odnaleziony u brzegów Spargi – około 3000 tych naczyń. Niekiedy sama obecność rozproszonych na morskim dnie licznych amfor wskazuje badaczom umiejscowienie niewykrytego antycznego wraku.